# بلخنون برازيلي
بلخنون برازيلي (الاسم العلمي: Blechnum brasiliense) هو نوع من النبات يتبع جنس البلخنون من الفصيلة البلخنونية.